# Matt Lam
Matt Lam (født 10. september 1989) er en canadisk fodboldspiller.